# Тисата
„Тисата“ е резерват, разположен на територията и в близост до северния склон на планина Пирин в южната част на Кресненския пролом.

## Основаване и статут
Обявен е за резерват с обща площ 574,5 хектара със Заповед No.6663 на Министерството на горите от 05.12.1949 година. Тогава носи името „Тисова бърчина“ и заема територия с площ от 19 хектара. Тисата е създаден с цел опазването на най-голямото естествено находище на дървовидна хвойна не само в България, но и в цяла Европа. През годините след своето създаване резерватът многократно променя територията която заема. Постоянна граница е определена през 1991 г., вследствие на което резерватът има площ 574,5 хектара и буферна зона от близо 420 хектара.

## Местоположение
Резерватът условно е разделен на две части по поречието на река Струма. Едната от тези части се намира в подножието на Малешевската планина, а другата в подножието на Пирин. Резерватът е разположен между 300 и 700 м надморска височина. Основата на резервата е изградена предимно от гнайс. Климатът е преходен средиземноморски, а почвите са предимно излужени канелени горски почви. Почвите разположени по подножието на Пирин на места са засегнати от ерозията.

## Флора
Дървета покриват близо 80% от територията на резервата като основен представител на дървесните видове в Тисата е дървовидната хвойна. Тя е защитен растителен вид с произход от Мала Азия. Срещат се дървета от този вид с височина над 20 м. Освен дървовидна хвойна се срещат още дърветата космат дъб, келяв габър, зимен дъб, мъждрян, черен бор и други. Храстите са представени основно от видовете грипа, червена хвойна, драка и жасмин.
На територията на резервата са установени 460 вида висши растения, като голяма част от тях са защитени или застрашени от изчезване.

## Фауна
Животинския свят е представен основно от животни характерни за най-южните части на Европа. Голям брой видове животни, които са установени в Тисата са рядко срещани в Европа. Срещат се много голям брой птици, поради което резервата заедно с буферната зона и околните местности за обявени за територии с особено значение за орнитологията.
Резерватът е една от седемте местности в България, в които се опазват средиземноморските видове испанско каменарче, планински кеклик, скална зидарка, белочела сврачка и черноглава овесарка, бухал и други. В Червената книга на България са вписани голям брой животни, които се срещат в Тисата.